# Parti socialiste de France-Union Jean Jaurès

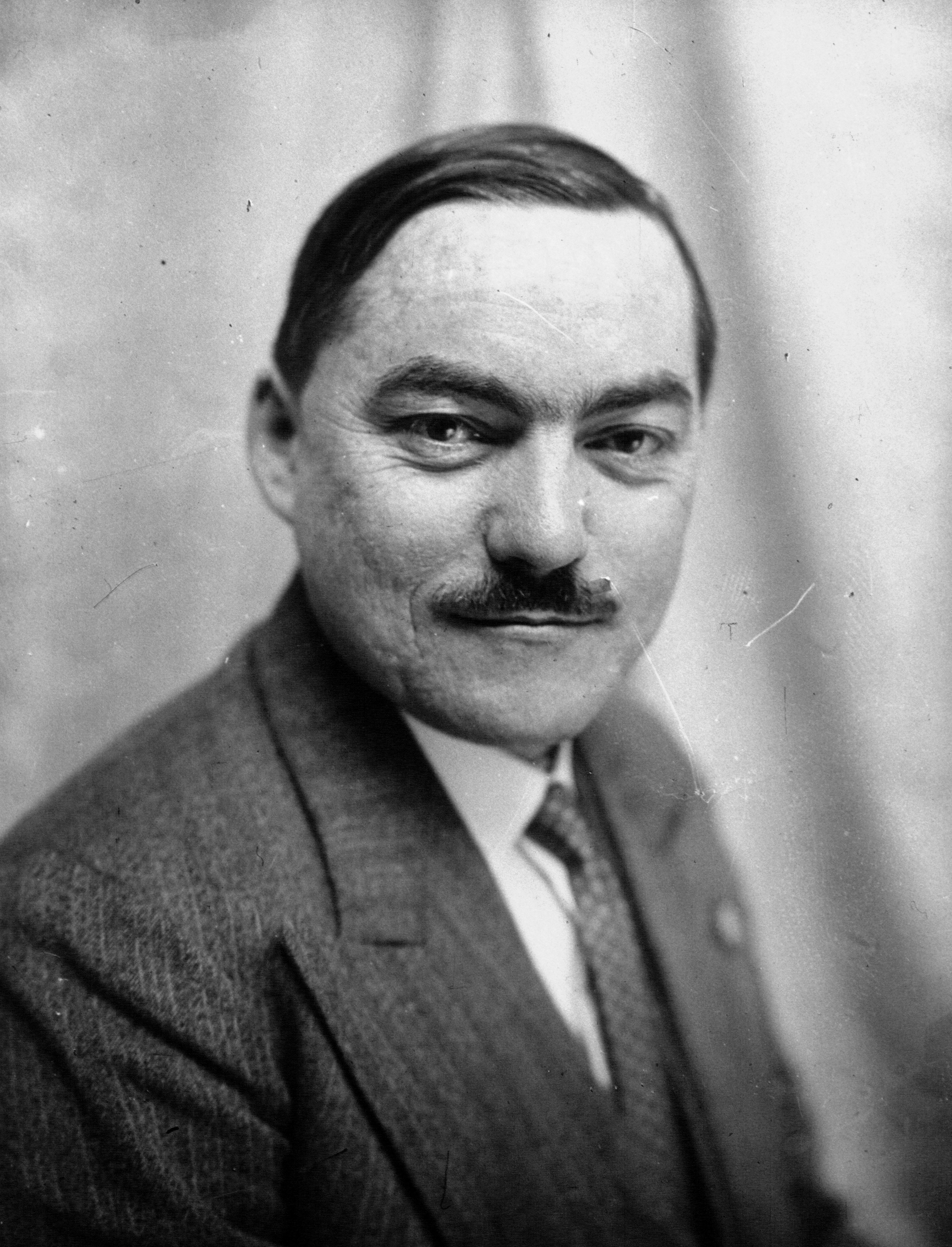
Marcel Déat

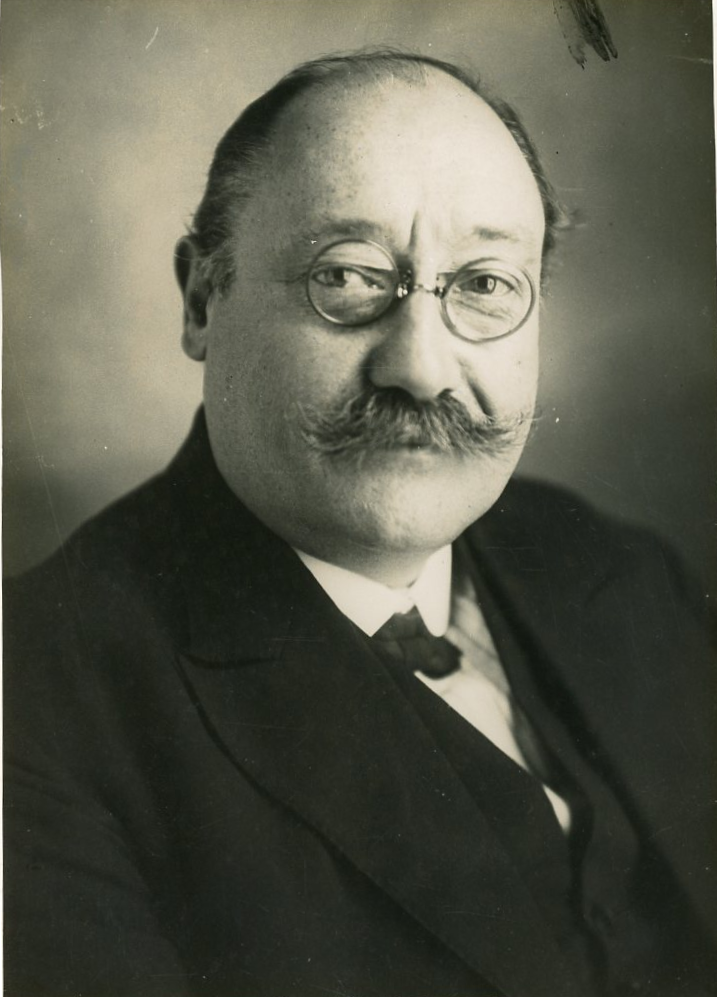
Pierre Renaudel

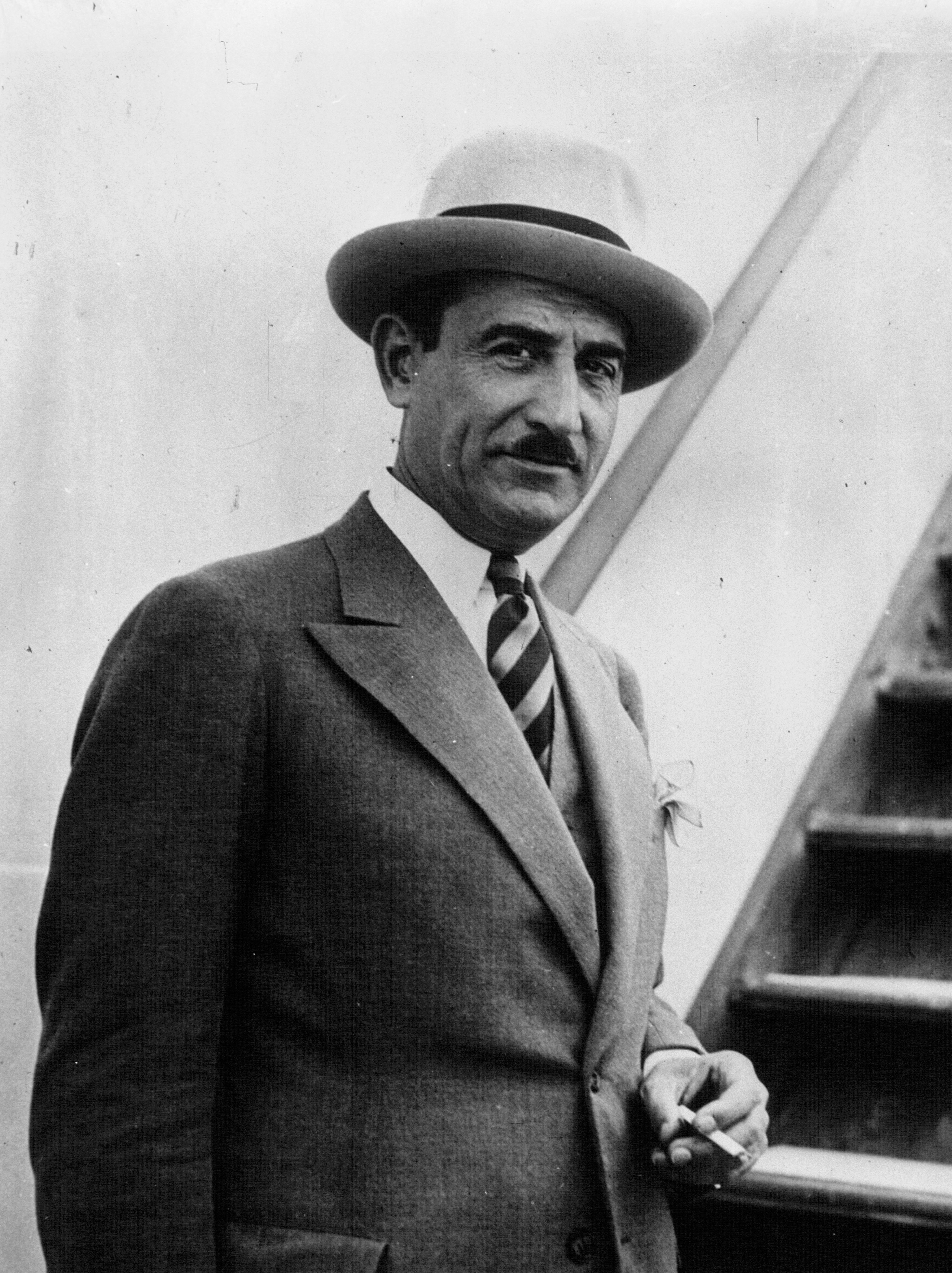
Adrien Marquet

Die Parti socialiste de France-Union Jean Jaurès (Sozialistische Partei Frankreichs-Union Jean Jaurès, PSdF) war eine sozialistische politische Partei im Frankreich der Dritten Republik, die von 1933 bis 1935 bestand. Sie war nach dem sozialistischen, 1914 ermordeten Politiker Jean Jaurès benannt.

## Geschichte
Die Parti socialiste de France entstand 1933 aus der Abspaltung der reformistischen, planistischen und neosozialistischen Teile der Section française de l’Internationale ouvrière (SFIO), die auf dem Parteitag vom 5. November 1933 ausgeschlossen worden waren. Die Ausgeschlossenen stellten zwar die Mehrheit in der Parlamentsfraktion, waren aber innerhalb der Partei in der Minderheit und sahen sich der Gegnerschaft des linken Flügels (Pivertisten) und der Zentristen (Blumisten) ausgesetzt. Ihre Führer waren vor allem Pierre Renaudel, Marcel Déat, Adrien Marquet und Gustave Fourment. Parteizeitung war Renaudels La Vie socialiste (1926–1935).
Von 1934 bis 1935 war die PSdF an drei Regierungen beteiligt. Nachdem es ihr aber nicht gelungen war, die Aktivisten und Mandatsträger der SFIO für sich zu gewinnen, und sie zwischen einem gemäßigt reformistischen Flügel, der insbesondere von Paul Ramadier verkörpert wurde, und einem neosozialistischen Flügel gespalten war, schloss sie sich schließlich 1935 mit der Parti socialiste français und der Parti républicain-socialiste zur Union socialiste républicaine (USR) zusammen, die 1936 an der Volksfrontregierung teilnahm.
Einige ihrer Mitglieder folgten Marcel Déat nach der Niederlage von 1940 in die Rassemblement national populaire, eine Bewegung, die eine Kollaboration mit dem nationalsozialistischen Deutschland anstrebte. Adrien Marquet hatte auf einem Kongress der SFIO erklärt, dass die neue Parole der Sozialisten „Ordnung, Autorität, Nation“ lauten müsse, woraufhin Léon Blum erklärte, er sei entsetzt.
Marcel Déats aktive Beteiligung an der Kollaboration mit Nazideutschland brachte die von ihm vertretene Denkrichtung endgültig in Misskredit. In der Folge wurde die Bezeichnung „Neo“ in den Debatten zwischen den Tendenzen der SFIO und später der PS regelmäßig polemisch verwendet.

## Bekannte Mitglieder
- Charles Baudouin[3]
- Max Bonnafous[4]
- Adéodat Compère-Morel[5]
- Marcel Déat
- Gustave Fourment
- Max Hymans[6]
- Ernest Lafont[7]
- Adrien Marquet
- Paul Ramadier
- Pierre Renaudel
- Alexandre Varenne

Eine vollständige Liste der Abgeordneten findet sich in der französischen Sprachversion.

## Regierungsbeteiligungen
- Kabinett Doumergue II (1934): Adrien Marquet, Arbeitsminister.
- Kabinett Bouisson (1935): Ernest Lafont (öffentliche Gesundheit).
- Regierung Laval IV (1935–1936): Ernest Lafont (öffentliche Gesundheit).

Es folgten Regierungsbeteiligungen von PSdF-Mitgliedern über die fusionierte USR.